# Nilobezzia nipponensis
Nilobezzia nipponensis är en tvåvingeart som först beskrevs av Tokunaga 1939.  Nilobezzia nipponensis ingår i släktet Nilobezzia och familjen svidknott. Inga underarter finns listade i Catalogue of Life.